# Pseudleptomastix
Pseudleptomastix is een geslacht van vliesvleugeligen uit de familie Encyrtidae. De wetenschappelijke naam van dit geslacht is voor het eerst geldig gepubliceerd in 1915 door Girault.

## Soorten
Het geslacht Pseudleptomastix omvat de volgende soorten:
- Pseudleptomastix abas Noyes, 2000
- Pseudleptomastix brevipennis (Ferrière, 1957)
- Pseudleptomastix mexicana Noyes & Schauff, 2003
- Pseudleptomastix squammulata Girault, 1917
- Pseudleptomastix tertia Kerrich, 1982